# ヘイ・ストゥーピッド
『ヘイ・ストゥーピッド』（Hey Stoopid）は、アリス・クーパーが1991年に発表した12作目のスタジオ・アルバム。

## 背景
ギター・パートは主にステフ・バーンズ（元Y&T）が担当し、曲によってジョー・サトリアーニ、スラッシュ、スティーヴ・ヴァイ、ヴィニー・ムーア、ミック・マーズといったゲスト・ギタリストが参加した。なお、ムーアは本作リリースに伴うアメリカ・ツアーにも参加したが、その後のヨーロッパ・ツアーは自身のツアーと日程が重なったため不参加となった。更にオジー・オズボーンやニッキー・シックスもゲスト参加しており、当初はロブ・ハルフォードが参加する予定もあったという。
ラッシュやゲイリー・ムーア等の作品を手掛けたピーター・コリンズがプロデュースした。また、前作『トラッシュ』（1989年）をプロデュースしたデズモンド・チャイルドも一部の曲作りに関与し、そのうち「イット・レインド・オール・ナイト」は、イギリスやヨーロッパ等ではシングル「ヘイ・ストゥーピッド」のカップリング曲として発表され、日本では本作の初回盤CDにボーナス・トラックとして収録された。
2013年にはボーナス・トラック3曲が追加収録されたイギリス盤リマスターCDが発売され、2014年発売の日本盤Blu-SpecCD2にも同じボーナス・トラックが追加された。

## 反響・評価
母国アメリカのBillboard 200では、前作『トラッシュ』ほどのヒットとならず47位に終わった。本作からの第1弾シングル「ヘイ・ストゥーピッド」はBillboard Hot 100で78位、『ビルボード』のメインストリーム・ロック・チャートで15位に達し、続く「ラヴズ・ア・ローデッド・ガン」はメインストリーム・ロック・チャートで31位を記録。
全英アルバムチャートでは7週チャート圏内に入って最高4位を記録し、自身4作目の全英トップ10アルバムとなった。また、全英シングルチャートでは「ヘイ・ストゥーピッド」が21位、「ラヴズ・ア・ローデッド・ガン」が38位、「フィード・マイ・フランケンシュタイン」が27位を記録している。
オーストリアでは1991年7月21日付のアルバム・チャートで初登場5位となり、2週間後にも5位に再浮上した。
アレックス・ヘンダーソンはオールミュージックにおいて5点満点中3点を付け「概ね楽しめるし決して悪くはないが、重要作ではない」と評している。一方、伊藤政則は「楽曲のクオリティーは、妙に売れ線だった前作よりも高い」「よりアリス・クーパーらしいアクの強さが表現されたアルバム」と評している。

## 収録曲
1. ヘイ・ストゥーピッド "Hey Stoopid" (Alice Cooper, Vic Pepe, Jack Ponti, Bob Pfeifer) – 4:33
2. ラヴズ・ア・ローデッド・ガン "Love's a Loaded Gun" (A. Cooper, V. Pepe, J. Ponti) – 4:11
3. スネークバイト "Snakebite" (A. Cooper, V. Pepe, J. Ponti, B. Pfeifer, Lance Bulen, Kelly Keeling) – 4:33
4. バーニング・アワ・ベッド "Burning Our Bed" (A. Cooper, B. Pfeifer, Al Pitrelli, Steve West) – 4:34
5. デンジャラス・トゥナイト "Dangerous Tonight" (A. Cooper, Desmond Child) – 4:41
6. マイト・アズ・ウェル・ビー・オン・マース "Might as Well Be on Mars" (A. Cooper, D. Child, Dick Wagner) – 7:09
7. フィード・マイ・フランケンシュタイン "Feed My Frankenstein" (A. Cooper, Zodiac Mindwarp, Ian Richardson, Nick Coler) – 4:44
8. ハリケーン・イヤーズ "Hurricane Years" (A. Cooper, V. Pepe, J. Ponti, B. Pfeifer) – 3:58
9. リトル・バイ・リトル "Little by Little" (A. Cooper, V. Pepe, J. Ponti, B. Pfeifer) – 4:35
10. ダイ・フォー・ユー "Die for You" (A. Cooper, Mick Mars, Nikki Sixx, Jim Vallance) – 4:16
11. ダーティ・ドリームス "Dirty Dreams" (A. Cooper, B. Pfeifer, J. Vallance) – 3:29
12. ワインド・アップ・トーイ "Wind-Up Toy" (A. Cooper, V. Pepe, J. Ponti, B. Pfeifer) – 5:29

### リマスターCDボーナス・トラック
1. ヘイ・ストゥーピッド (Beba Edit) "Hey Stoopid (Beba Edit)" (A. Cooper, V. Pepe, J. Ponti, B. Pfeifer) – 3:58
2. ファイアー "Fire" (Jimi Hendrix) – 3:04
3. イット・レインド・オール・ナイト "It Rained All Night" (A. Cooper, D. Child) – 3:53

## 参加ミュージシャン
- アリス・クーパー - ボーカル、ハーモニカ
- ステフ・バーンズ - ギター(#11を除く)
- ヒュー・マクドナルド - ベース(#7を除く)
- ミッキー・カリー - ドラムス
- オジー・オズボーン - バッキング・ボーカル(on #1)
- ジョー・サトリアーニ - ギター(on #1, #4, #7, #9, #12)、バッキング・ボーカル(on #1)
- スラッシュ - ギター(on #1)
- スティーヴ・ヴァイ - ギター(on #7)
- ニッキー・シックス - ベース(on #7)
- ヴィニー・ムーア - ギター(on #8, #11)
- ミック・マーズ - ギター(on #10)
- ジョン・ウェブスター - キーボード(on #1, #2, #3, #4, #7, #9, #10, #12)、ハモンドオルガン(on #5)
- ロバート・ベイリー - キーボード(on #2, #5, #6, #7, #8, #10, #12)
- ジェイ・ウィンディング - キーボード(on #6)
- スティーヴ・クローズ - シンクラヴィア(on #1, #10)
- クリス・ボードマン - ストリングス・アレンジ(on #6)
- ザッカリー・ネヴェル - バッキング・ボーカル(on #1)
- イースト・コースト・ギャング - バッキング・ボーカル(on #1, #2, #3, #6, #8, #9, #11, #12)
  - ジャック・ポンティ
  - ヴィク・ピープ
  - トニー・パルムッチ
  - スコット・ベンダー
  - コーキー・マクレナン
  - ランス・ブーレン
  - ケリー・キーリング
- ウェスト・コースト・ギャング - バッキング・ボーカル(on #1, #2, #3, #4, #5, #7, #9, #10)
  - テリー・ウッド
  - ショーン・マーフィー
  - シャーウッド・ボール
  - Cali
  - ゲイリー・ファルコン
  - マイク・フィニガン
  - スタン・ブッシュ
- ブリティッシュ・ギャング - バッキング・ボーカル(on #7)
  - イアン・リチャードソン
  - ニック・コーラー
  - ミック・ウィルソン